# Kölner Domblatt
Das Kölner Domblatt ist das Jahrbuch des Zentral-Dombau-Vereins zu Köln. Es erscheint jährlich zu Beginn des Folgejahres mit einem Umfang von ca. 300 Seiten und wird über den Buchhandel vertrieben. Vereinsmitglieder erhalten es kostenlos zugeschickt. Das Jahrbuch enthält den jeweiligen Bericht des Dombaumeisters, fachwissenschaftliche Aufsätze rund um dem Themenbereich Kölner Dom sowie kleinere Berichte, darunter eine Einnahmen-Ausgabenübersicht des Dombauvereins.

## Geschichte

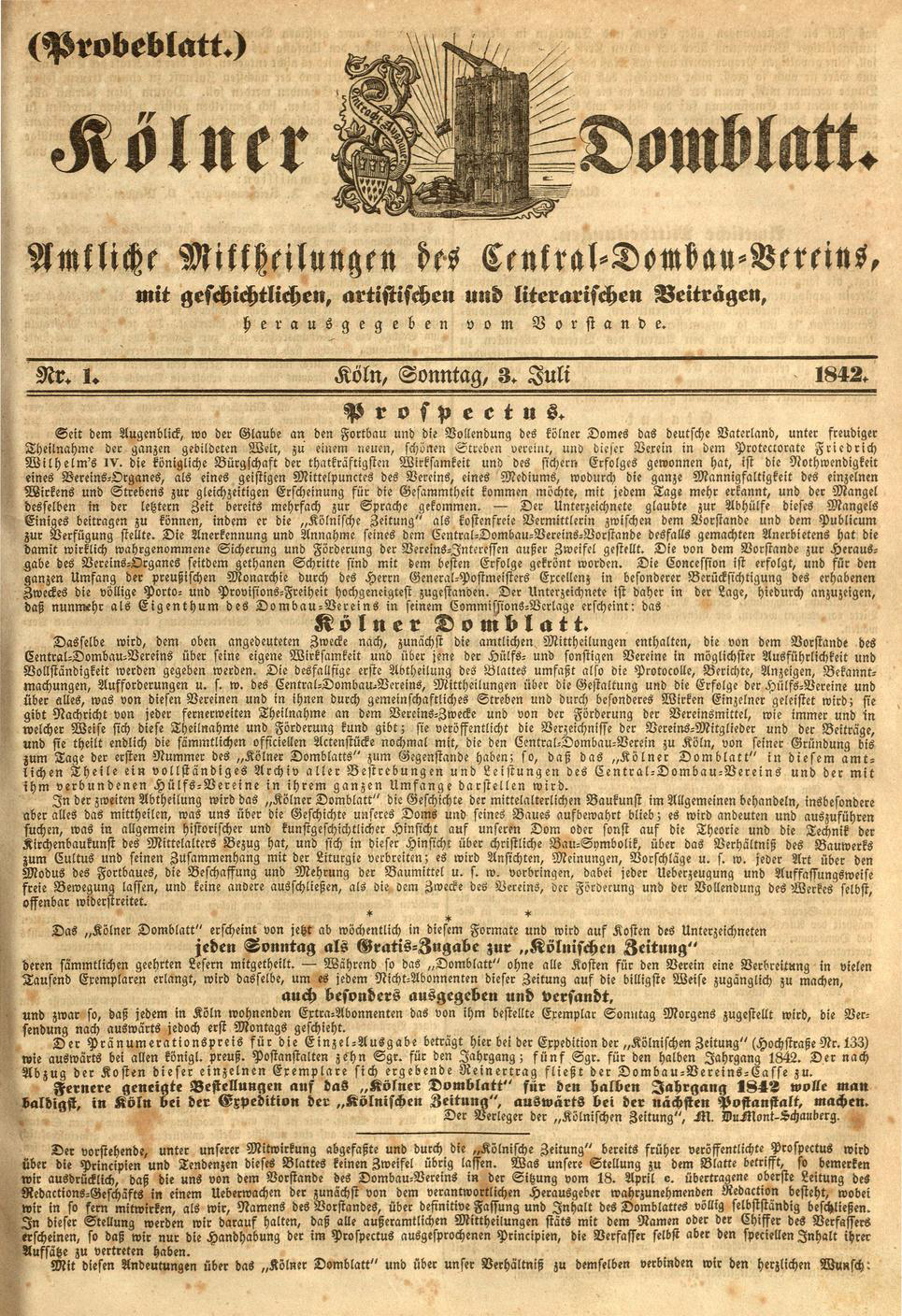
Titel der ersten Ausgabe vom 3. Juli 1842

Fünf Monate nach der Gründung des Zentral-Dombau-Vereins erschien auf Vorschlag des Vorstandsmitglieds Joseph DuMont, Inhaber des Verlags DuMont Schauberg, die erste Ausgabe des Domblattes als offizielles Vereinsorgan. Mit der Dokumentation der Vereinsarbeit sowie Informationen über die Arbeiten am Dom, seine Geschichte und die Baukunst des Mittelalters sollte das – durch den Weiterbau des Doms – aktuell hohe Interesse am Thema wachgehalten werden und Einnahmen generiert werden.
Von 1842 bis Ende 1844 erschien das Kölner Domblatt: amtliche Mittheilungen des Central-Dombau-Vereins als wöchentliche, kostenlose Beilage in der Sonntagsausgabe der Kölnischen Zeitung. Zusätzliche Abonnementsausgaben wurden verkauft und der Reingewinn an den Verein ausgeschüttet. Der Herausgabe durch den Verlag waren harte Verhandlungen über die Bedingungen vorausgegangen, u. a. zum Preis des Extra-Abonnements sowie Ausschlussklauseln für Vereinsveröffentlichungen bei Wettbewerbern DuMonts.
Die erste Ausgabe erschien zusätzlich mit einer Auflage von 5000 Exemplaren in französischer Sprache. Die Anzahl der auswärtigen Abonnenten ging jedoch in den nächsten Jahren kontinuierlich zurück.
Seit 1845 erschien das Blatt auf Betreiben des Verlegers aus Kostengründen nur noch monatlich, was den Gesamtumfang halbierte, die Redaktionsarbeit jedoch vereinfachte. Der Umfang wurde in den nächsten Jahren und nach dem Tod Joseph DuMonts im Jahr 1861 weiter verringert, ab 1868 erschien es nur noch alle zwei Monate und ab den 1870er Jahren bis zu seiner vorläufigen Einstellung 1892 in noch größeren Abständen.
Erst nach dem Zweiten Weltkrieg gab es einen Neustart: Die erste Ausgabe erschien im Juli 1948 zum 700-jährigen Domjubiläum unter dem Obertitel Der Kölner Dom. Festschrift des Zentral-Dombau-Vereins, die zweite 1949 unter Der wiedererstandene Kölner Dom. Die Ausgaben ab 1950 sind in dem bis in die Gegenwart gültigen Format gehalten und erscheinen unter dem Titel Kölner Domblatt. Jahrbuch des Zentral-Dombau-Vereins. Die frühen Ausgaben erschienen im Verlag J.P. Bachem, seit 1990 im Verlag Kölner Dom. Mit der 89. Folge, erschienen 2024, verabschiedet sich Klaus Hardering 2025 in den Ruhestand.
Die Ausgaben des 19. Jahrhunderts sind im Rahmen eines DFG-geförderten Projekts an der Universität Heidelberg vollständig digitalisiert (2259 Seiten).